# Puy de la Vaisse
Le puy de la Vaisse est un sommet des monts du Cézallier culminant à 1 358 mètres d'altitude.  

## Toponymie
Il est également dénommé puy de la Louve.

## Géographie

### Situation
Le puy se trouve dans le Sud du département du Puy-de-Dôme, entre les communes d'Égliseneuve-d'Entraigues et de Compains. 

### Géologie
Le sommet fait partie de la région volcanique quaternaire à l'ouest du volcan de Montcineyre et forme plusieurs monticules recouverts de scories et semble avoir émergé à travers une vaste étendue de basalte, parsemée de gros morceaux de péridot rouge et vert,.

### Hydrographie
Le lac-tourbière de Chambedaze, qui avait initialement une superficie d'environ 50 hectares, a connu un comblement significatif dans sa partie orientale au fil des ans, en raison de l'activité de formation de tourbe qui s'y est déroulée pendant près de 5 000 ans. Cette activité a réduit la taille du plan d'eau à sa taille actuelle, qui est d'environ 5 à 6 hectares, caractérisée par des eaux eutrophes. Ce lac-tourbière est situé dans une vaste dépression située en contrebas du puy de la Vaisse et éloignée du réseau routier.